# Emilie Haavi
Emilie Bosshard Haavi (Bærum, 16 giugno 1992) è una calciatrice norvegese, attaccante della Roma e della nazionale norvegese.

## Carriera

### Club

#### Gli inizi al Røa
Dopo aver fatto parte delle giovanili dello Stabæk, Emilie Haavi si trasferì al Røa nel 2008. Giocò con la maglia del Røa per 5 stagioni consecutive fino al 2012, vincendo per tre volte la Toppserien, la massima divisione del campionato norvegese, e per tre volte la Coppa di Norvegia. Alla quinta giornata della stagione 2009 segnò la sua prima rete in campionato nella vittoria sul Sandviken; il 30 settembre 2009 segnò la sua prima rete in UEFA Women's Champions League nella vittoria per 3-0 sulle inglesi dell'Everton, dopo essere stata schierata titolare al posto dell'infortunata Lene Mykjåland. Nella stagione 2010 divenne una pedina importante della squadra, segnando 15 reti in campionato, seconda nella classifica marcatrici e migliore realizzatrice del Røa, nonostante un infortunio al ginocchio la tenne ferma nella parte finale del campionato.

#### Kvinner e Boston Breakers

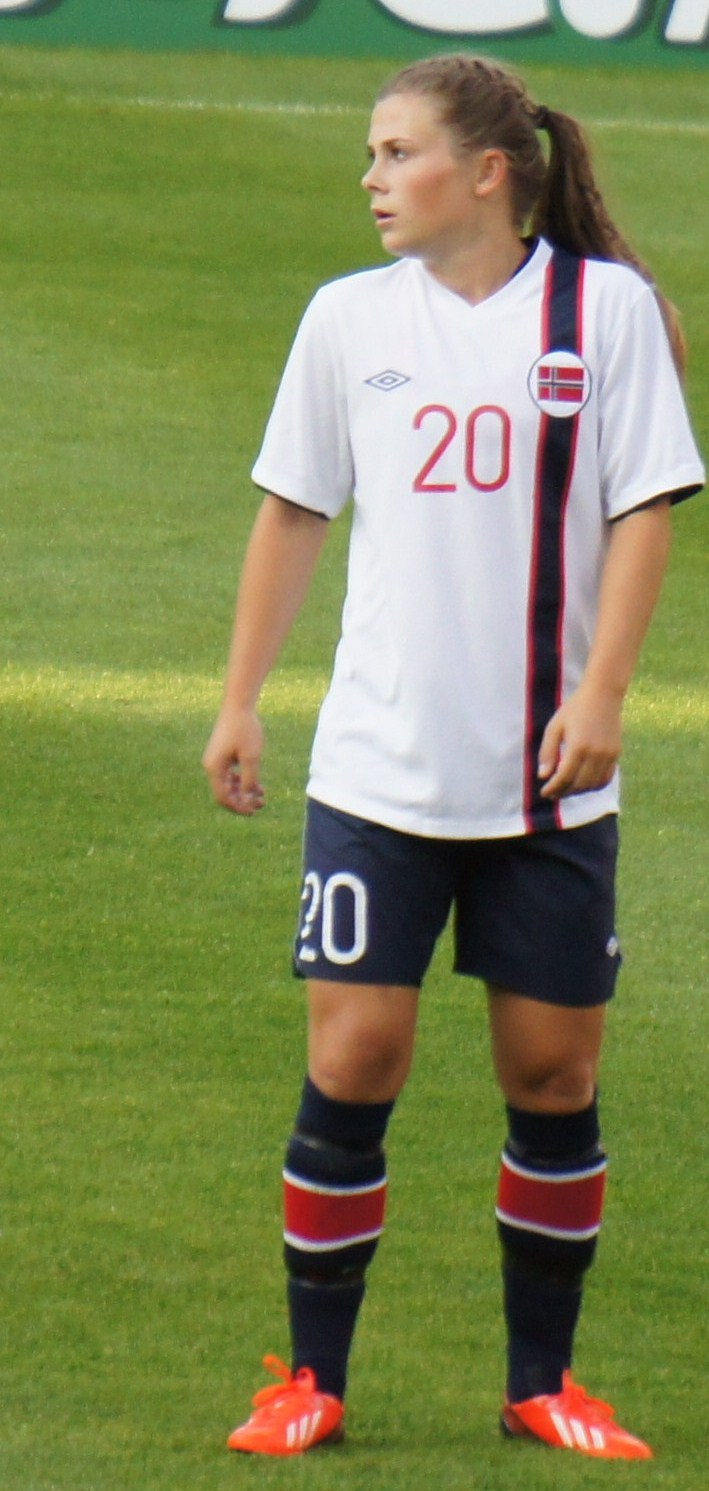
Emilie Haavi nel 2013

Per la stagione 2013 si trasferì al LSK Kvinner, dove giocò per 9 stagioni consecutive vincendo il campionato norvegese per 6 volte e la coppa nazionale per cinque volte. Il 24 ottobre 2016 ricevette la candidatura come miglior attaccante del campionato al premio Kniksen, venendo però superata dalla compagna di squadra Isabell Herlovsen. Il 31 ottobre 2016 firmò un contratto coi Boston Breakers, società statunitense partecipante alla National Women's Soccer League. Nel mese di agosto 2017, dopo aver giocato solo 7 partite in NWSL e non essendosi ambientata, Haavi rescisse il contratto coi Boston Breakers. Poco dopo annunciò il ritorno al LSK Kvinner. La stagione 2019 venne compromessa da un infortunio al ginocchio occorso nel mese di giugno durante gli allenamenti con la nazionale durante il campionato mondiale, infortunio che la rese indisponibile fino a fine stagione. Al termine della Toppserien 2020 venne eletta migliore calciatrice della stagione, in base ai voti dati dai giornalisti della NTB partita per partita, e venendo anche inserita nella squadra della stagione.

#### Roma
Il 15 dicembre 2021, Haavi si è trasferita in Italia alla Roma, in Serie A. Ha quindi fatto il suo esordio con la maglia giallorossa il 18 dicembre successivo, nella vittoria sul Pomigliano, valida per la terza giornata dei gironi eliminatori della Coppa Italia.
Al termine della stagione, ha raggiunto sia la qualificazione alla UEFA Women's Champions League, sia la finale di Coppa Italia, poi persa per mano della Juventus.
Nella stagione successiva, Haavi si è resa protagonista nello spareggio finale per accedere al secondo turno della Women's Champions League, realizzando il rigore decisivo nella sequenza finale che ha consentito alle giallorosse di battere il Paris FC. Nel marzo del 2023, ha rinnovato il proprio contratto con la Roma fino al 30 giugno 2025. Ha quindi contribuito alla vittoria del campionato, primo titolo nazionale nella storia del club capitolino. Al termine della stagione, la norvegese è stata eletta miglior giocatrice in assoluto della Serie A.
Nell'annata 2023-2024, ha contribuito alla vittoria del secondo campionato consecutivo da parte della Roma, nonché della Coppa Italia. Nel novembre del 2024, ha rinnovato il proprio contratto con il club fino al 30 giugno 2026. Il 6 gennaio 2025, ha partecipato alla vittoria della seconda Supercoppa italiana nella storia delle giallorosse, ottenuta con un successo per 3-1 sulla Fiorentina; nell'occasione, viene nominata anche miglior giocatrice in campo.

### Nazionale

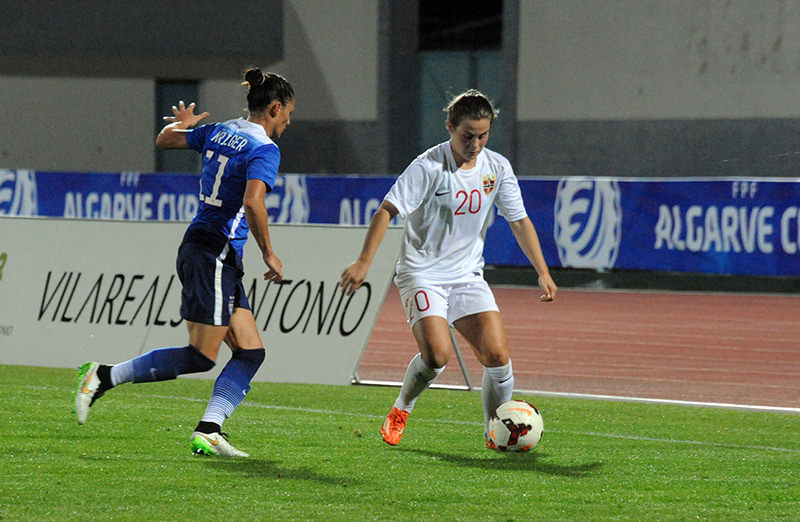
Haavi, in tenuta bianca, e Ali Krieger in un'azione di gioco nell'incontro 1-2 di Algarve Cup 2015 del 4 marzo.

Emilie Haavi ha fatto parte di diverse selezioni nazionali giovanili norvegesi, partecipando anche al campionato mondiale Under-20 2012, durante il quale mise a segno una rete. Fece il suo esordio nella nazionale maggiore norvegese il 3 giugno 2010, a pochi giorni dal compimento dei 18 anni, nella partita amichevole pareggiata 1-1 col Canada, subentrando a Leni Larsen Kaurin a metà del secondo tempo. Il 23 giugno successivo, alla sua terza presenza, realizzò la sua prima rete in nazionale nella partita vinta 3-0 sulla Bielorussia e valida per le qualificazioni al campionato mondiale 2011.
Con la maglia della nazionale norvegese ha preso parte a tre campionati mondiali e a due campionati europei. Nel 2011 venne convocata per il campionato mondiale, durante il quale realizzò la rete con la quale la Norvegia batté la Guinea Equatoriale nella fase a gironi, nonché unica vittoria della nazionale che venne subito eliminata. Due anni dopo arrivò anche la convocazione al campionato europeo 2013, torneo che vide la Norvegia arrivare in finale, ma perdere di misura dalla Germania. Negli anni seguenti venne inclusa anche nelle rose della nazionale che partecipò al campionato mondiale 2015 e al campionato europeo 2017.
A marzo 2019 vinse con la nazionale l'Algarve Cup, durante la quale segnò una rete alla Cina. Al campionato mondiale 2019 scese in campo solamente nella partita d'esordio, vinta per 3-0 sulla Nigeria, perché durante gli allenamenti in vista della terza partita della fase a gironi si ruppe il legamento crociato anteriore del ginocchio destro, che la costrinse a lasciare la competizione e compromise la restante parte della stagione. Dopo aver mancato anche le poche partite giocate dalla nazionale nel 2020, tornò in campo l'8 aprile 2021 nell'amichevole vinta 2-0 sul Belgio.
Il 21 novembre 2024 annuncia attraverso un post su Instagram il proprio ritiro dalla nazionale norvegese.

## Statistiche

### Presenze e reti nei club
Statistiche aggiornate al 17 maggio 2025.
| Stagione               | Squadra                | Campionato             | Campionato | Campionato | Coppe nazionali | Coppe nazionali | Coppe nazionali | Coppe continentali | Coppe continentali | Coppe continentali | Altre coppe | Altre coppe | Altre coppe | Totale | Totale |
| Stagione               | Squadra                | Comp                   | Pres       | Reti       | Comp            | Pres            | Reti            | Comp               | Pres               | Reti               | Comp        | Pres        | Reti        | Pres   | Reti   |
| ---------------------- | ---------------------- | ---------------------- | ---------- | ---------- | --------------- | --------------- | --------------- | ------------------ | ------------------ | ------------------ | ----------- | ----------- | ----------- | ------ | ------ |
| 2008                   | Røa                    | TP                     | 8          | 0          | CN              | -               | -               | -                  | -                  | -                  | -           | -           | -           | 8      | 0      |
| 2009                   | Røa                    | TP                     | 13         | 4          | CN              | -               | -               | UWCL               | 4                  | 1                  | -           | -           | -           | 17     | 5      |
| 2010                   | Røa                    | TP                     | 18         | 15         | CN              | -               | -               | UWCL               | 3                  | 0                  | -           | -           | -           | 21     | 15     |
| 2011                   | Røa                    | TP                     | 21         | 16         | CN              | 3               | 3               | -                  | -                  | -                  | -           | -           | -           | 24     | 19     |
| 2012                   | Røa                    | TP                     | 14         | 5          | CN              | 3               | 2               | UWCL               | 3                  | 2                  | -           | -           | -           | 20     | 9      |
| Totale Røa             | Totale Røa             | Totale Røa             | 74         | 40         |                 | 6               | 5               |                    | 10                 | 3                  |             | -           | -           | 90     | 48     |
| 2013                   | LSK Kvinner            | TP                     | 19         | 12         | CN              | 5               | 1               | UWCL               | -                  | -                  | -           | -           | -           | 25     | 9      |
| 2014                   | LSK Kvinner            | TP                     | 19         | 12         | CN              | 3               | 0               | UWCL               | 2                  | 1                  | -           | -           | -           | 24     | 13     |
| 2015                   | LSK Kvinner            | TP                     | 22         | 16         | CN              | 5               | 4               | -                  | -                  | -                  | -           | -           | -           | 27     | 20     |
| 2016                   | LSK Kvinner            | TP                     | 21         | 13         | CN              | 5               | 8               | UWCL               | 2                  | 1                  | -           | -           | -           | 28     | 22     |
| Totale LSK Kvinner     | Totale LSK Kvinner     | Totale LSK Kvinner     | 84         | 50         |                 | 17              | 15              |                    | 7                  | 2                  |             | -           | -           | 108    | 67     |
| feb.-ago. 2017         | Boston Breakers        | NWSL                   | 7          | 0          | CC              | 0               | 0               | -                  | -                  | -                  | -           | -           | -           | 7      | 0      |
| Totale Boston Breakers | Totale Boston Breakers | Totale Boston Breakers | 7          | 0          |                 | 0               | 0               |                    | -                  | -                  |             | -           | -           | 7      | 0      |
| ago.-dic. 2017         | LSK Kvinner            | TP                     | 9          | 3          | CN              | 2               | 0               | UWCL               | -                  | -                  | -           | -           | -           | 15     | 4      |
| 2018                   | LSK Kvinner            | TP                     | 22         | 7          | CN              | 5               | 3               | UWCL               | 4                  | 2                  | -           | -           | -           | 31     | 12     |
| 2019                   | LSK Kvinner            | TP                     | 10         | 2          | CN              | 1               | 0               | UWCL               | 2                  | 0                  | -           | -           | -           | 13     | 2      |
| 2020                   | LSK Kvinner            | TP                     | 18         | 5          | CN              | 4               | 2               | UWCL               | 2                  | 1                  | -           | -           | -           | 24     | 8      |
| 2021                   | LSK Kvinner            | TP                     | 18         | 3          | CN              | 4               | 2               | UWCL               | 2                  | 0                  | -           | -           | -           | 24     | 15     |
| Totale LSK Kvinner     | Totale LSK Kvinner     | Totale LSK Kvinner     | 77         | 30         |                 | 16              | 7               |                    | 14                 | 4                  |             | -           | -           | 107    | 41     |
| gen.-giu. 2022         | Roma                   | A                      | 6          | 3          | CI              | 4               | 2               | -                  | -                  | -                  | SI          | 1           | 0           | 11     | 5      |
| 2022-2023              | Roma                   | A                      | 25         | 8          | CI              | 4               | 1               | UWCL               | 12                 | 2                  | SI          | 1           | 0           | 42     | 11     |
| 2023-2024              | Roma                   | A                      | 25         | 3          | CI              | 5               | 3               | UWCL               | 6                  | 0                  | SI          | 1           | 0           | 37     | 6      |
| 2024-2025              | Roma                   | A                      | 25         | 3          | CI              | 4               | 1               | UWCL               | 6                  | 2                  | SI          | 1           | 0           | 36     | 6      |
| Totale Roma            | Totale Roma            | Totale Roma            | 81         | 17         |                 | 17              | 7               |                    | 24                 | 4                  |             | 4           | 0           | 126    | 28     |
| Totale carriera        | Totale carriera        | Totale carriera        | 323        | 74         |                 | 56              | 34              |                    | 55                 | 13                 |             | 3           | 0           | 438    | 184    |

## Palmarès

### Club
- Campionato norvegese: 9

Røa: 2008, 2009, 2011
LSK Kvinner: 2014, 2015, 2016, 2017, 2018, 2019
- Coppa di Norvegia: 9

Røa: 2008, 2009, 2010
LSK Kvinner: 2014, 2015, 2016, 2018, 2019
- Supercoppa italiana: 2

Roma: 2022, 2024
- Campionato italiano: 2

Roma: 2022-2023, 2023-2024
- Coppa Italia: 1

Roma: 2023-2024

### Nazionale
- Algarve Cup: 1

2019

### Individuale
- Miglior calciatrice della Toppserien: 1

2020
- Miglior calciatrice della Serie A: 1

2022-2023
- Gran Galà del calcio AIC: 1

Squadra dell'anno: 2023